# Prémanon
Prémanon är en kommun i departementet Jura i regionen Bourgogne-Franche-Comté i östra Frankrike. Kommunen ligger i kantonen Morez som tillhör arrondissementet Saint-Claude. År 2022 hade Prémanon 1 244 invånare.

## Befolkningsutveckling
Antalet invånare i kommunen Prémanon
Referens:INSEE